# 6027 Waratah
6027 Waratah è un asteroide della fascia principale. Scoperto nel 1993, presenta un'orbita caratterizzata da un semiasse maggiore pari a 2,2023870 au e da un'eccentricità di 0,1552713, inclinata di 5,64849° rispetto all'eclittica.